# Бахалин
Бахалин е село в Западна България. То се намира в община Сливница, Софийска област.

## География
Село Балин се намира в планински район.

## История
В съкратен регистър на Пиротския кадилък от 1530 година Бахалин е отбелязано като село в каза Шехир кьой с 43 домакинства, един неженен жител и две вдовици.
В центъра на селото през 1654 г. е изградена каменна чешма. Легендата разказва как дъщерята на турски паша се разболява от туберкулоза. Бащата заминава с детето да живее в селото и да яде от лечебния мед от „киселици“ (диви ябълки). Детето оздравява и турският паша изгражда каменната чешма, на която наред с ислямските символи поставя и християнски кръст, в чест на българското местно население, което ги приема и им помага. Говори се, че именно този паша дава сегашното име на селото „Баалин“ или „дупка с мед“, (ин = пещера, бал = мед).
По разказите на потомци на едновремешното население на селото, земята е била разделена от синори (граници на земите), именно по тези граници са се захващали дивите ябълки, някои от които са били много големи дървета, пазели са сянка за работещите на полето, а листата, отмрелите клони и плодовете са обогатявали почвата с хранителни вещества (компост), извличани от дълбочина от корените на дърветата. С идването на ТКЗС-тата – синорите биват премахнати, а с тях и дърветата. Все още из местността могат да се намерят някои киселици, които привличат пчелите като цъфтят.

## Културни и природни забележителности
В Бахалин има църква от края на XIX век, носеща името на Св. Иван Рилски. В двора ѝ е поставен стар оброчен кръст, посветен на Св. Кирик.

## Редовни събития
Празникът на село Бахалин се отбелязва съвместно с този на село Извор, на 19 октомври, когато се чества денят на Св. Иван Рилски. Празникът е възобновен през 2014 г. по инициатива на кметския наместник на двете села – Десислава Тодорова. Отбелязва се на тази дата, тъй като на този светец е кръстена черквата в село Бахалин.